# Präsidentschaftswahl in der Slowakei 2019
Die Präsidentschaftswahl in der Slowakei 2019 war die fünfte direkte Präsidentschaftswahl in der Slowakei. Der bisherige Amtsinhaber Andrej Kiska stand nicht zur erneuten Wahl, somit wurde ein neuer Präsident gewählt.
Im ersten Wahlgang am 16. März 2019 standen 15 Kandidaten auf dem Stimmzettel. Die Stichwahl wurde am 30. März 2019 zwischen den zwei Bestplatzierten der ersten Runde, Zuzana Čaputová und Maroš Šefčovič, ausgetragen. Zuzana Čaputová siegte in der Stichwahl (bei einer Wahlbeteiligung von knapp 42 %) mit 58,41 % der Stimmen, sie ist ab 15. Juni 2019 die erste (weibliche) Präsidentin der Slowakei.

## Kandidaten
Bis zur Anmeldefrist am 31. Januar 2019 meldeten sich 15 Kandidaten an, die entweder Unterstützung von mindestens 15 Abgeordneten vorgelegt oder mindestens 15.000 Unterstützungsunterschriften gesammelt hatten. Nachfolgend eine Übersicht aller Kandidaten:
| Name | Name                  | Unterstützende Partei(en) | Beruf                                                      | Ankündigung      | Gesammelte Unterschriften  |
| ---- | --------------------- | ------------------------- | ---------------------------------------------------------- | ---------------- | -------------------------- |
|      | Milan Krajniak        | Sme Rodina                | Nationalratsabgeordneter                                   | 31. Mai 2018     | 25.135                     |
|      | Juraj Zábojník        | parteilos                 | Sicherheitsanalytiker                                      | 19. Februar 2018 | 28.505                     |
|      | Béla Bugár            | Most–Híd                  | Nationalratsabgeordneter                                   | 9. Juni 2018     | 34.656                     |
|      | Bohumila Tauchmannová | parteilos                 | Geschäftsfrau                                              | 1. März 2018     | mehr als 16.000            |
|      | Zuzana Čaputová       | PS SaS Spolu OĽaNO        | Juristin                                                   | 29. Mai 2018     | 18.481                     |
|      | Štefan Harabin        | parteilos KDŽP            | Richter des Obersten Gerichts                              | 18. April 2018   | 31.993                     |
|      | Maroš Šefčovič        | parteilos SMER-SD         | Vizepräsident der Europäischen Kommission für Energieunion | 14. Januar 2019  | 47 Nationalratsabgeordnete |
|      | Róbert Švec           | parteilos                 | Politologe                                                 | 27. Mai 2018     | 18.261                     |
|      | Martin Daňo           | parteilos                 | Journalist                                                 | 24. Januar 2019  | 16 Nationalratsabgeordnete |
|      | František Mikloško    | parteilos KDH OKS OĽaNO   | Publizist                                                  | 6. Juni 2018     | 19.104                     |
|      | Eduard Chmelár        | parteilos                 | Universitätsprofessor                                      | 23. April 2018   | 17.953                     |
|      | Marian Kotleba        | ĽSNS                      | Nationalratsabgeordneter                                   | 31. Mai 2018     | mehr als 27.000            |
|      | Ivan Zuzula           | SKS                       | Universitätsprofessor                                      | 31. Januar 2019  | 16.542                     |

Zwei Kandidaten, József Menyhárt und Róbert Mistrík, gaben vor dem 1. Wahlgang ihre Kandidatur auf, standen aber noch auf dem Stimmzettel zur Wahl. Drei Kandidaten (Radovan Znášik, Ján Molnár und Martin Konečný) wurden vom Parlamentspräsidenten Andrej Danko nicht zur Wahl zugelassen.
Neben dem Amtsinhaber Andrej Kiska lehnten weitere potenzielle Kandidaten die Kandidatur ab. Neben dem damaligen Premierminister Robert Fico, der im Dezember 2017 erklärte, er werde nicht zur Wahl stehen, gaben dies auch der Europaabgeordneter Pál Csáky, die ehemalige Premierministerin Iveta Radičová, OĽaNO-Abgeordnete Veronika Remišová und der Vorsitzende der Slowakischen Nationalpartei Andrej Danko bekannt.
Die stärkste Regierungspartei Smer – sociálna demokracia wollte den Außenminister Miroslav Lajčák als Kandidaten anmelden, er lehnte die Kandidatur jedoch mehrfach ab.

## Wahlergebnis

### Erster Wahlgang am 16. März 2019

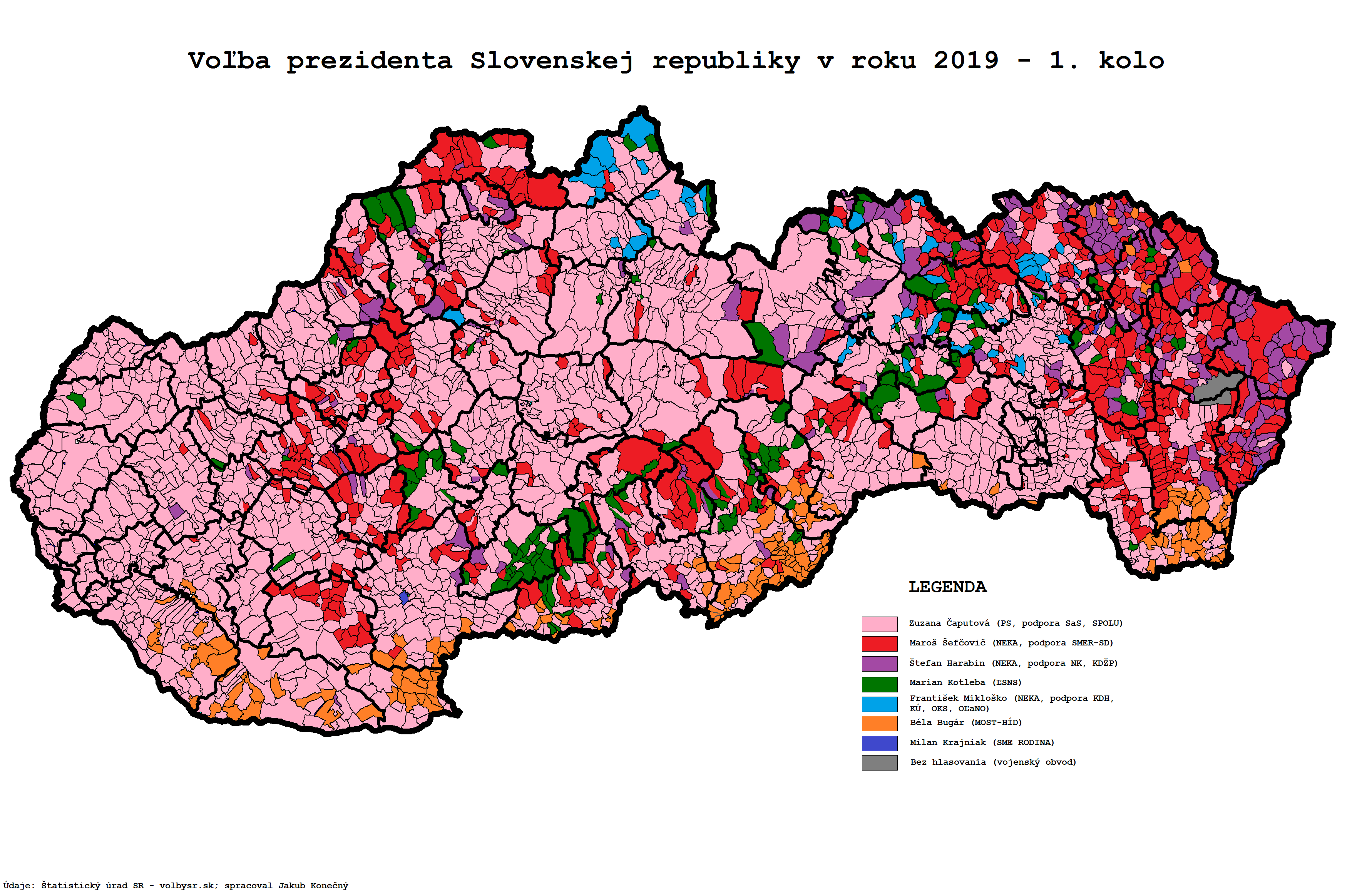
Erster Wahlgang:
Relative Mehrheiten in den einzelnen Obce

In der ersten Runde gewann Zuzana Čaputová (40,57 %) mit einem deutlichen Abstand von fast 22 Prozentpunkten vor Maroš Šefčovič (18,66 %) bei einer Wahlbeteiligung von 48,74 %. Sie gingen damit in die Stichwahl am 30. März; eine größere Unterstützung fanden noch Štefan Harabin (14,34 %) und Marian Kotleba (10,39 %).
Nach politischer Gliederung gewann Čaputová in allen acht Landschaftsverbänden (kraj), jeweils vor Šefčovič und Harabin, mit Ausnahme des Banskobystrický kraj, wo Kotleba Dritter wurde.
Am höchsten war die Wahlbeteiligung im Bratislavský kraj (58,88 %), am niedrigsten im Košický kraj (42,00 %).

### Zweiter Wahlgang am 30. März 2019
Die Stichwahl zwischen den zwei Bestplatzierten der ersten Runde, Zuzana Čaputová und Maroš Šefčovič, wurde am 30. März 2019 ausgetragen. Die Wahlbeteiligung betrug lediglich 41,79 %.
In der Stichwahl siegte Zuzana Čaputová (58,41 %) mit einem Vorsprung von fast 18 Prozentpunkten vor Maroš Šefčovič (41,59 %) und wurde zur Präsidentin der Slowakei gewählt. Sie gewann in sieben von acht Landschaftsverbänden (kraj), nur im Prešovský kraj konnte Šefčovič mehr Stimmen erhalten.
Wie im ersten Wahlgang war die Wahlbeteiligung am höchsten im Bratislavský kraj (54,66 %), am niedrigsten im Košický kraj (35,53 %). Weil die Stimmabgabe nur im Inland möglich ist, fuhren Slowaken, die in grenznahen Gebieten in Österreich und Ungarn oder in Tschechien leben, zur Wahl über die Grenze.

### Gesamtergebnis

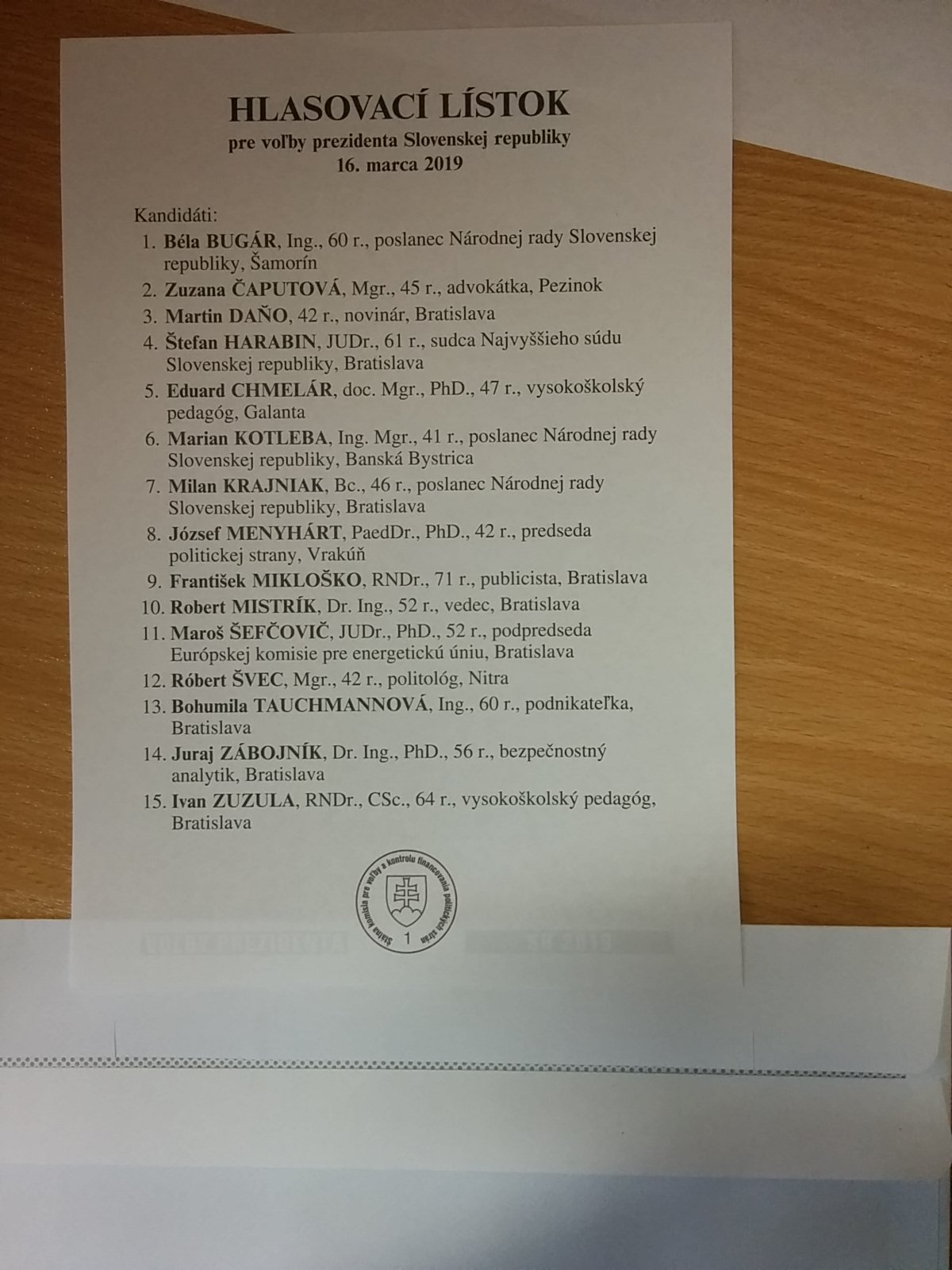
Stimmzettel im 1. Wahlgang

| Kandidaten                                           | Kandidaten            | Parteien                                    | 1. Wahlgang | 1. Wahlgang | 2. Wahlgang | 2. Wahlgang |
| Kandidaten                                           | Kandidaten            | Parteien                                    | Stimmen     | %           | Stimmen     | %           |
| ---------------------------------------------------- | --------------------- | ------------------------------------------- | ----------- | ----------- | ----------- | ----------- |
|                                                      | Zuzana Čaputová       | Progresívne Slovensko (SaS – Spolu – OĽaNO) | 870.415     | 40,6        | 1.056.582   | 58,4        |
|                                                      | Maroš Šefčovič        | Parteilos (Smer)                            | 400.379     | 18,7        | 752.403     | 41,6        |
|                                                      | Štefan Harabin        | Parteilos (KDŽP – NK)                       | 307.823     | 14,3        |             |             |
|                                                      | Marian Kotleba        | Kotlebovci – Ľudová strana Naše Slovensko   | 222.935     | 10,4        |             |             |
|                                                      | František Mikloško    | Parteilos (KDH – OKS)                       | 122.916     | 5,7         |             |             |
|                                                      | Béla Bugár            | Most–Híd                                    | 66.667      | 3,1         |             |             |
|                                                      | Milan Krajniak        | Sme rodina                                  | 59.464      | 2,8         |             |             |
|                                                      | Eduard Chmelár        | Parteilos                                   | 58.965      | 2,7         |             |             |
|                                                      | Martin Daňo           | Parteilos                                   | 11.146      | 0,5         |             |             |
|                                                      | Róbert Švec           | Parteilos                                   | 6.567       | 0,3         |             |             |
|                                                      | Juraj Zábojník        | Parteilos                                   | 6.219       | 0,3         |             |             |
|                                                      | Ivan Zuzula           | Slovenská konzervatívna strana              | 3.807       | 0,2         |             |             |
|                                                      | Bohumila Tauchmannová | Parteilos                                   | 3.535       | 0,2         |             |             |
|                                                      | Robert Mistrík        | Parteilos                                   | 3.318       | 0,2         |             |             |
|                                                      | József Menyhárt       | Partei der ungarischen Gemeinschaft         | 1.208       | 0,1         |             |             |
| Gesamt                                               | Gesamt                | Gesamt                                      | 2.145.364   | 100         | 1.808.985   | 100         |
|                                                      |                       |                                             |             |             |             |             |
| Ungültige Stimmen                                    | Ungültige Stimmen     | Ungültige Stimmen                           | 13.495      | 0,6         | 38.432      | 2,1         |
| Wähler                                               | Wähler                | Wähler                                      | 2.158.859   | 48,7        | 1.847.417   | 41,8        |
| Wahlberechtigte                                      | Wahlberechtigte       | Wahlberechtigte                             | 4.429.033   |             | 4.419.883   |             |
|                                                      |                       |                                             |             |             |             |             |
| Quellen: Štatistický úrad, 1. Wahlgang – 2. Wahlgang |                       |                                             |             |             |             |             |